# 立川 (墨田區)
立川（日语：／ Tatekawa */?）是東京都墨田區的町名，設一丁目至四丁目。郵遞區號為130-0023。

## 地理
位於東京都墨田區西南部，屬本所地域。東至大橫川，西至清澄通（二目通），南至五間堀（已填平）與東京都道、千葉縣道50號東京市川線（新大橋通），北至地名由來的豎川。此地是東京大空襲中災情最嚴重的地區之一。因容易與東京都立川市混淆，常會在前面加上舊區名的本所，稱作本所立川。

### 名所
豎川河畔往西的風景是富嶽三十六景之一的「本所立川」。但是現在豎川上已經建造首都高速道路，與日本橋等地方一樣難以還原過去的景色。豎川起第二條道路稱為廢品通，汽車零件店林立。此外，彌勒寺也收入江戶名所圖會中。

## 歷史

### 地名由來
因北側的豎川而稱豎川町。1966年（昭和41年）實施住居表示制度，「豎」字非當用漢字，改稱立川。

### 沿革
- 1933年 - 林町、菊川町1丁目、德右衛門町一部分成立豎川町1〜4丁目。
- 1966年 - 改稱立川。

## 備註
1. ↑  墨田区世帯人口現況8月分[永久]

## 外部連結
- 墨田區官方網站 （页面存档备份，存于）